# فیاد (فجیره)
فیاد یک منطقهٔ مسکونی در امارات متحده عربی است که در امارت رأس‌الخیمه واقع شده‌است. فیاد ۲۵۶ متر بالاتر از سطح دریا واقع شده‌است.